# سرباز جهانی (فیلم ۱۹۷۱)
سرباز جهانی (به انگلیسی: Universal Soldier) یک فیلم سینمایی بریتانیایی محصول سال ۱۹۷۱ به کارگردانی سی اندفیلد با بازی جرج لازنبی در نقش یک مزدور است. عنوان این فیلم از ترانه‌ای به همین نام ساخته بافی سینت-مری در سال ۱۹۶۴ گرفته شده است.

## بازیگران
- جرج لازنبی در نقش رایکر
- بن کاروترز در نقش جسی
- رابین هانتر در نقش بردشاو
- رودلف واکر در نقش امبوت
- سی اندفیلد در نقش درک بودن
- آلن بارنز در نقش تمپل اسمیت
- گای دگی در نقش تیمرمن
- ادوارد جاد در نقش راولینگز
- جرمن گریر در نقش کلارا بوودن
- رونان اورهیلی در نقش گرید
- کوین داگان در نقش هیپی
- لیندا بارون

## تولید
جورج لازنبی به تازگی با بازی در جیمز باند در فیلم در خدمت سرویس مخفی ملکه به شهرت جهانی رسیده بود اما تصمیم گرفت این نقش را تکرار نکند. او بیش از یک سال وقت خود را صرف تصمیم‌گیری در مورد ساخت فیلم بعدی کرد.  